# Nangnang-guyŏk
Nangnang-guyŏk (koreanska: 락랑구역) är en kommun i Nordkorea.   Den ligger i provinsen Pyongyang, i den sydvästra delen av landet, 10 km sydväst om huvudstaden Pyongyang.